# Carola de Vasa
Carola, Prințesă de Vasa (Karoline Frederikke Franziska Stephanie Amalia Cecilia; 5 august 1833 – 15 decembrie 1907) a fost prințesă a Suediei prin naștere și regină a Saxoniei prin căsătoria cu Albert I al Saxoniei. A fost ultima regină a Saxoniei.
1. ↑  RKDartists, accesat în 18 ianuarie 2019